# Vesseaux
Vesseaux é uma comuna francesa na região administrativa de Auvérnia-Ródano-Alpes, no departamento de Ardèche. Estende-se por uma área de 18,71 km². Em 2010 a comuna tinha 2 022 habitantes (densidade: 108,1 hab./km²).